# Vincent Weber
Vincent Weber (* 16. November 1902 in Monschau; † 6. März 1990 in Frankfurt am Main) war ein deutscher Maler.

## Lebensdaten
Vincent Weber studierte von 1920 bis 1923 bei Johannes Itten, Paul Klee und Oskar Schlemmer am Staatlichen Bauhaus in Weimar.  Nach Studienaufenthalten in Rom und Stuttgart kehrte er 1924 zum Bauhaus zurück. 1926 bis 1928 studierte er in Berlin, Stuttgart, Paris und Antwerpen, ferner stand er in Austausch mit August von Brandis. 1929 und 1930 war er Assistent seines früheren Lehrers Adolf Hölzel in Stuttgart. 1931 reiste er durch Ostasien. 1934 bis 1941 war er Leiter der Klasse für Malerei und Grafik an der Werkkunstschule Stettin. Einer seiner Schüler war Hans Laabs.
Einschneidend für sein Leben war die Beteiligung an einer Ausstellung im Wallraf-Richartz-Museum 1937 in Köln, die als entartet geschlossen wurde. Vincent Weber bekam bis 1945 Ausstellungsverbot auferlegt und nahm deshalb eine Gastprofessur an der Akademie San Paolo in Rom bei der Abteilung für christliche Kunst an. Von 1945 bis 1952 wurde er deren Leiter.
Von 1954 bis 1965 war er Direktor der Werkkunstschule in Wiesbaden, die heute ein Teil der Hochschule Rhein-Main ist. Nach dem Ende seiner akademischen Laufbahn folgten nochmals Studienreisen nach Südamerika und Afrika. Vincent Weber starb im Alter von 87 Jahren in Frankfurt am Main.

## Werk
Das Werk Webers war anfangs geprägt durch die avantgardistischen Auffassungen seiner Lehrer am Bauhaus. Seine frühen experimentellen Materialcollagen attackierten konventionelle Sehgewohnheiten und stellten die Traditionen der Institution Kunst in Frage. Später wandte er sich stärker konventionellen Darstellungen zu, die auch vor dem Dekorativen nicht Halt machten.
Webers Werk steht konträr zur Entwicklung der Kunst im 20. Jahrhundert: während die Kunst des 20. Jahrhunderts den Weg vom Ästhetizismus zur anarchischen Avantgarde vollzieht, nimmt Weber diesen Weg zurück: von der anarchisch-avantgardistischen ästhetischen Opposition hin zur ästhetisch-dekorativen Kunst.

## Ausstellungen
1931 Ausstellung in Peking. Ausstellungsverbot von 1937 bis 1945. Nach 1945 Ausstellungen in Köln, Rom und Caracas. Ab 1973 zahlreiche internationale Ausstellungen und Ausstellungsbeteiligungen. 1999 Ausstellung in der Galerie Haasner, Wiesbaden. 2002 Ausstellung im Bauhaus Museum in Weimar; 2004 Ausstellung im Suermondt-Ludwig-Museum Aachen; 2008 Retrospektive von Leben und Werk im Kunst- und Kulturzentrum  seiner Heimatstadt Monschau. 2012 folgte eine Ausstellung im Kunsthaus Wiesbaden.